# Мићо Станишић
Мићо Станишић (Понор код Пала, 10. мај 1954) је први министар унутрашњих послова Републике Српске.

## Живот
На мјесто министра унутрашњих послова Републике Српске постављен је 1. априла 1992. у Српском Сарајеву, а званично је изабран у првом сазиву Владе Републике Српске 22. априла 1992. На овом положају је остао до другог сазива Владе Републике Српске 20. јануара 1993.
Дана 27. марта 2013. Хашки трибунал га је осудио на 22 године затвора.